# Gomphurus ozarkensis
Gomphurus ozarkensis – gatunek ważki z rodziny gadziogłówkowatych (Gomphidae). Występuje w centralnych Stanach Zjednoczonych; stwierdzony na terenie stanów Oklahoma, Missouri, Kansas i Arkansas.